# Жаргалан
Жаргалан (монг. Жаргалан) — сомон аймака Говь-Алтай в юго-западной части Монголии, площадь которого составляет 3 683 км². Численность населения по данным 2009 года составила 1 904 человек.
Центр сомона — посёлок Буянбат, расположенный в 80 километрах от административного центра аймака — города Алтай и в 1130 километрах от столицы страны — Улан-Батора.

## География
Сомон расположен в юго-западной части Монголии на границе с аймаком Завхан. На территории Жаргалана располагается гора Хасагтхайрхан.
Из полезных ископаемых в сомоне встречаются залежи железа, угля, фосфора.

## Климат
Климат резко континентальный. Средняя температура января -25 °C, июля +16 °C. Ежегодная норма осадков 200—280 мм.

## Фауна
Животный мир Жаргалана представлен волками, манулами, лисами, корсаками.

## Инфраструктура
В сомоне есть школа, больница, центры культуры и торговли.